# 湖北省水利厅
湖北省水利厅是中华人民共和国湖北省人民政府主管水利工作的组成部门。

## 历史沿革
1949年9月，湖北省人民政府在原国民政府江汉工程局、湖北省水利工程处、农林部农田水利第四工程队、金水流域工程处与汉口水文站4个单位的基础上，成立湖北省人民政府农业厅水利局。1950年4月，分设长江水利委员会中游工程局和农业厅水利局。1955年2月，湖北省人民政府农业厅水利局改为湖北省水利厅。1958年，湖北省水利厅由文明路迁至武昌中南路新址办公。
1967年1月，湖北省水利厅被造反派夺权。1968年，全省水利业务工作由湖北省革命委员会生产指挥组农林水小组处理。1970年2月，原水利厅与电力厅合并组成湖北省革命委员会水利电力局。1975年12月，湖北省水利电力局分建为水利局和电力局。1978年2月，水利局又分建为水利局和水产局。1983年，改为湖北省水利厅。

## 机构设置
根据2018年《中共中央办公厅、国务院办公厅关于印发〈湖北省人民政府机构改革方案〉的通知》和《中共湖北省委、湖北省人民政府关于印发〈湖北省人民政府机构改革实施意见〉的通知》，湖北省水利厅设有以下机构：
内设机构
- 办公室
- 规划计划处
- 政策法规处（水政执法处）
- 财务处
- 人事处
- 水文水资源处
- 节约用水处（省节约用水办公室）
- 建设处
- 河道处
- 湖泊处
- 水库处
- 河湖长制工作处（省河湖长制办公室）
- 水土保持处
- 农村水利水电处
- 移民处
- 监督处
- 水旱灾害防御处
- 三峡工程管理处
- 南水北调工程管理处
- 科技与对外合作处
- 机关党委办公室
- 离退休干部处
- 水利工会
- 省河道堤防建设管理局
- 农电管理处
- 科技与对外合作办公室
- 省水政监察总队（厅河道采砂管理局、水利规费征收总站）
- 省农村饮水安全工程建设管理办公室
- 水利工程建设监督中心
- 省水土保持监测中心
- 水利经济管理办公室（省湖泊保护中心）
- 机关后勤服务中心
- 宣传中心（省水情教育中心）
- 省防汛抗旱机动抢险总队（厅大坝安全白蚁防治中心）
- 预算执行中心
- 移民培训中心
- 南水北调监控中心

直属事业单位
- 鄂北地区水资源配置工程建设与管理局（筹）
- 湖北省水文水资源局（湖北省水利厅信息中心）
- 湖北省水利水电科学研究院
- 湖北水利水电职业技术学院
- 湖北省水利水电规划勘测设计院
- 湖北省汉江河道管理局
- 湖北省漳河工程管理局
- 湖北省高关水库管理局
- 湖北省富水水库管理局
- 湖北省王英水库管理局
- 湖北省吴岭水库管理局
- 湖北省樊口电排站管理处
- 湖北省田关水利工程管理处
- 湖北省金口电排站管理处
- 湖北省荆江分蓄洪区工程管理局
- 湖北省洪湖分蓄洪区工程管理局
- 荆州市长江河道管理局
- 荆门市汉江河道堤防管理处
- 碾盘山水利水电枢纽工程建设管理局

## 历任领导
历任厅长
| 姓名   | 任期                 | 注释  |
| ------ | -------------------- | ----- |
| 段安华 |                      |       |
| 王忠法 | 2006年1月－2017年4月 |       |
| 周汉奎 | 2017年5月－2022年3月 | [ 3 ] |
| 廖志伟 | 2022年3月－          |       |